# Akodon lutescens
Espèce
Synonymes
- Akodon (Akodon) lutescens J. A. Allen, 1901[2]
- Akodon caenosus Thomas, 1918[3]
- Akodon puer Thomas, 1902[3] [2]

Statut de conservation UICN

 LC  : Préoccupation mineure
Akodon lutescens est une espèce de rongeurs de la famille des Cricetidae.

## Répartition et habitat
Cette espèce est présente au Pérou, en Bolivie et en Argentine. On la trouve entre 3 600 et 4 500 m d'altitude.

## Liste des sous-espèces
Selon NCBI (29 avril 2020) :
- sous-espèce Akodon lutescens lutescens
- sous-espèce Akodon lutescens puer Thomas, 1902